# Sulfaguanidina
Sulfaguanidina é uma substância química utilizada como fármaco pertencente ao grupo das sulfonamidas.

## Classificação farmacológica
- MSRM
- ATC - A07AB03
- CAS
  - Sulfaguanidina anidra - 57-67-0
  - sulfaguanidina monohidratada - 6190-55-2

## Fórmula química
C7H10N4O2S

## Propriedades químicas
- Peso molecular - 214,3

## Propriedades físicas
- Aspecto - pó cristalino branco ou quase branco
- Solubilidade
  - praticamente insolúvel no cloreto de metileno
  - pouco solúvel na acetona
  - muito pouco solúvel na água e no etanol a 96%